# Île de l'Aute
L'île de l'Aute est une île du département de l'Aude en Occitanie, dépendant administrativement de la commune de Sigean.
L'île de l'Aute est inscrite au titre des sites naturels depuis 1966.

## Géographie
Elle fait partie du conservatoire du littoral depuis 1984 et est située dans l'étang de Bages-Sigean. Elle est recouverte de garrigues. Un circuit pédestre balisé d'une heure a été mis à disposition des marcheurs. L'île est connue pour sa flore et sa faune exceptionnelles. Elle abrite ainsi une espèce rare l'héliotrope de Curaçao.

## Histoire
Habitée depuis la préhistoire comme en témoignent des vestiges archéologiques qui y ont été trouvés, les Romains y avaient installé le siège d'un débarcadère où les navires transbordaient leurs marchandises sur des allèges qui pouvaient rejoindre le port antique de Narbonne.Jusque dans les années 1930, l'île était habitée et la viticulture largement répandue. Au XIXe siècle, l'île aurait même été occupée par une communauté de Saint-Simoniens.
Il ne reste plus de nos jours qu'une seule maison, inhabitée. 